# Otto-Schutzhaus
Das Otto-Schutzhaus, auch Erzherzog-Otto-Schutzhaus oder kurz Otto-Haus, ist eine Schutzhütte der Sektion Reichenau des ÖAV und befindet sich auf dem Hochplateau der Rax auf 1644 m ü. A.

## Lage
Das nach Erzherzog Otto benannte Schutzhaus liegt nordöstlich des Jakobskogels (1737 m), einer Erhebung auf dem Raxplateau. Östlich darunter befindet sich der Alpengarten Rax, wo sich auch das pittoreske Felsentörl befindet (Törlweg). Von der Bergstation der Raxseilbahn ist das Schutzhaus über das Raxplateau in fast ebener Lage auch für ungeübte Wanderer mit einer Gehzeit von etwa einer halben Stunde leicht zu Fuß zu erreichen.
Unweit des Otto-Schutzhauses erinnert ein Denkmal an den Alpinfotografen Fritz Benesch.

## Geschichte
Das Schutzhaus wurde von der 1886 gegründeten Sektion Reichenau des DuÖAV errichtet und nach einjähriger Bauzeit 1893 unter Emil Hatlanek eröffnet. 1903 übernahm Camillo Kronich die Pacht und hatte sie bis 1952 inne. Unter Hans Haid von Haidenburg wurde bereits 1908/9 das Schutzhaus erweitert, indem man nordseitig einen zweistöckigen Trakt mit 22 Schlafzimmern anbaute. 1927 erfolgte ein großer Veranda-Zubau und 1931 wurde südseitig das Fritz-Benesch-Denkmal errichtet. Unter Josef Zinkl wurde 1996 das Schutzhaus generalsaniert.
Das Schutzhaus trägt den Namen des Erzherzogs Otto von Österreich, dessen Entschluss laut Chronik viele Spender zur Unterstützung des Schutzhausbaus motivierte, darunter Nathaniel Rothschild, die Aktienbrauerei Liesing und die Wiener Elektrofirma Egger & Comp.

## Bildgalerie

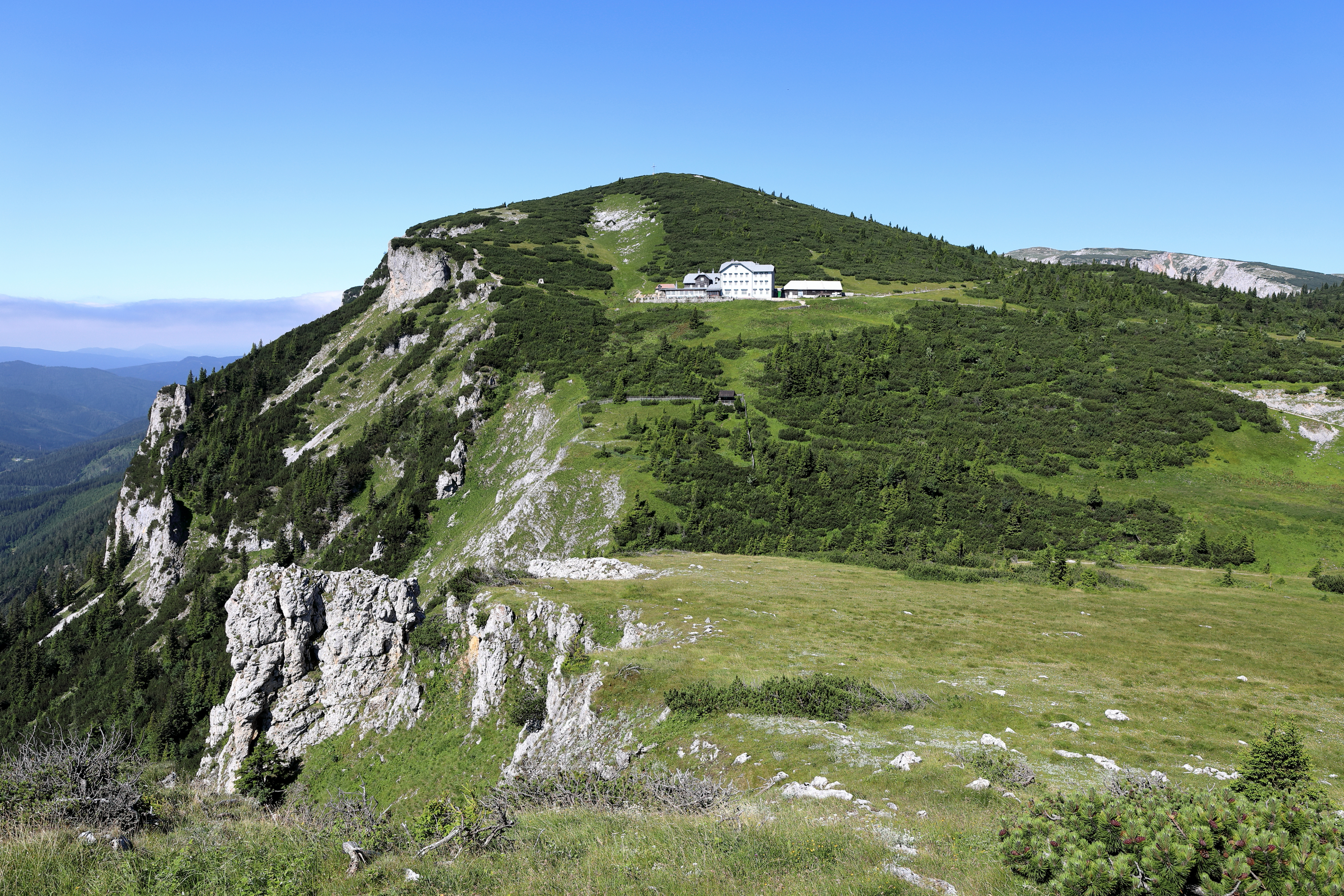
Otto-Schutzhaus mit dem 1737 m hohen Jakobskogel im Hintergrund
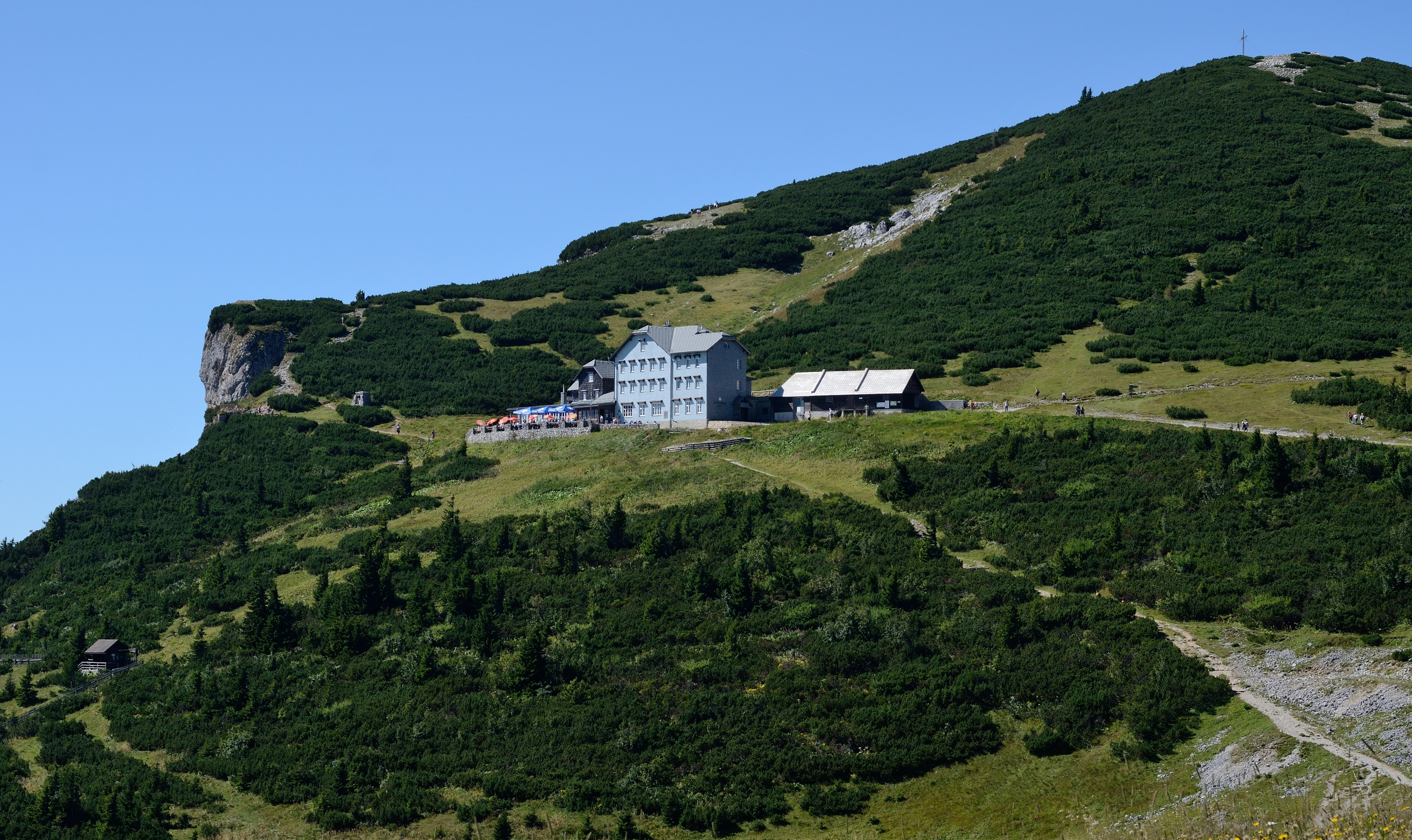
Fernansicht des Schutzhauses aus Nordost
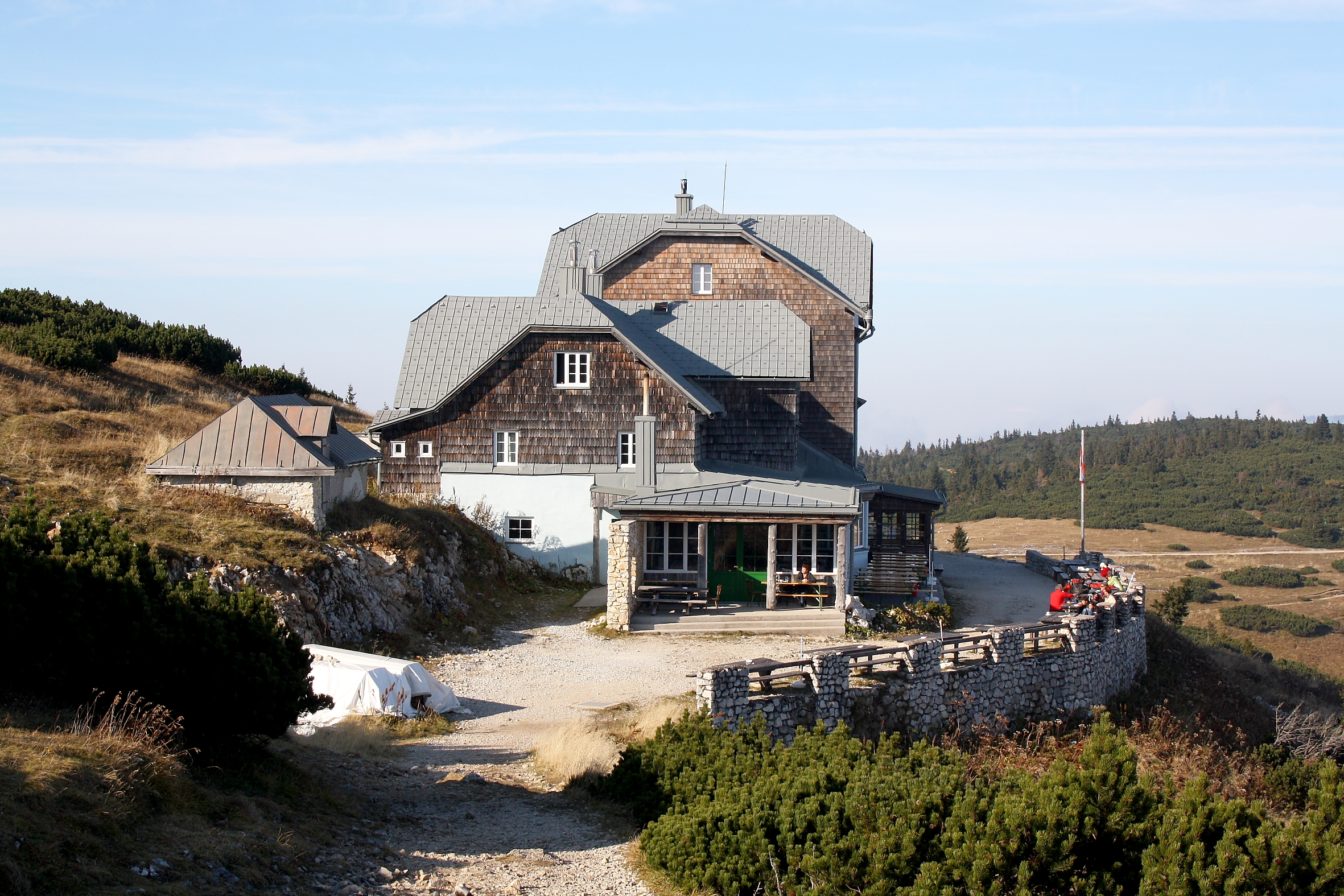
Südansicht des Otto-Schutzhauses
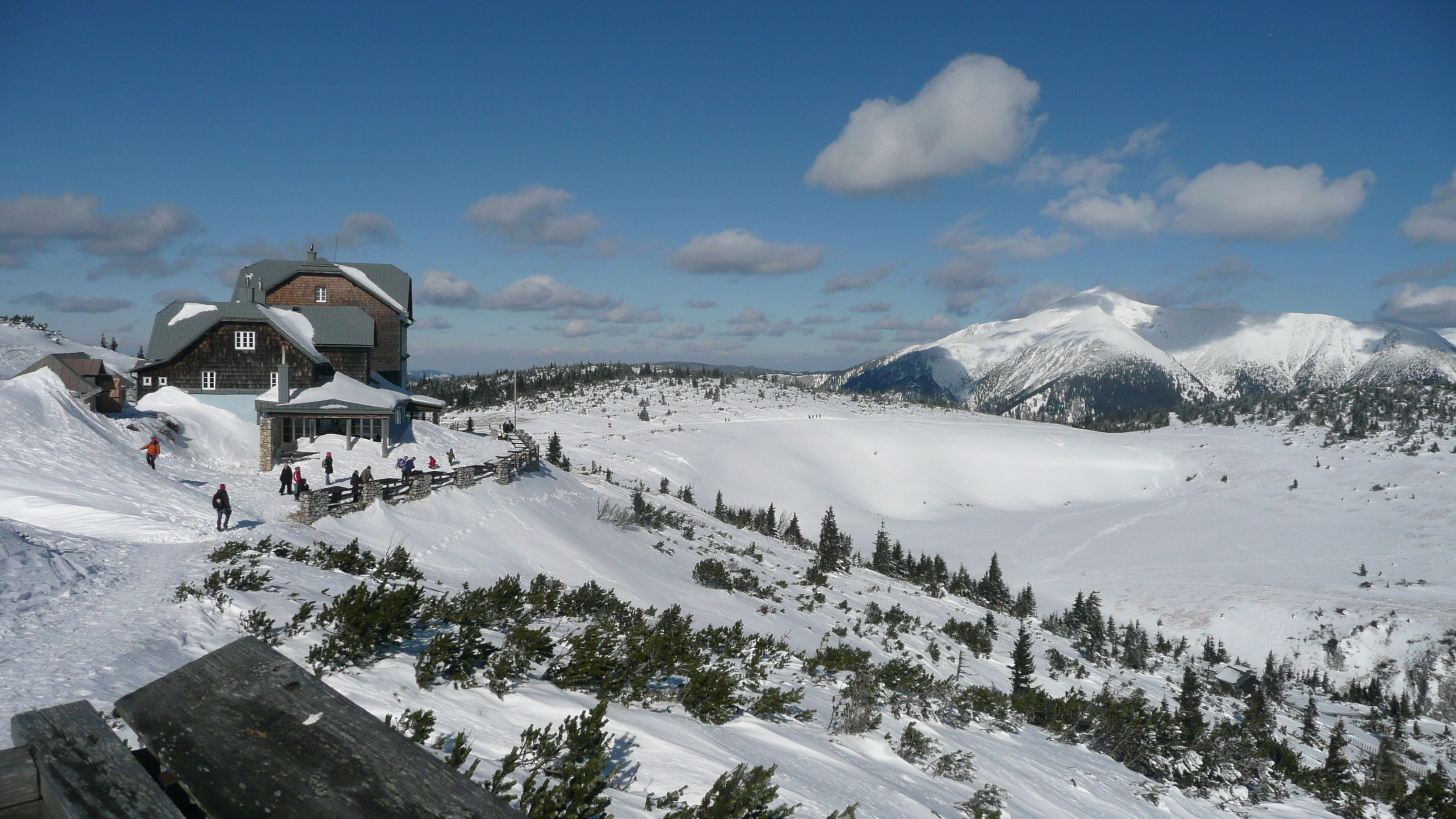
Das Otto-Haus mit Schneeberg
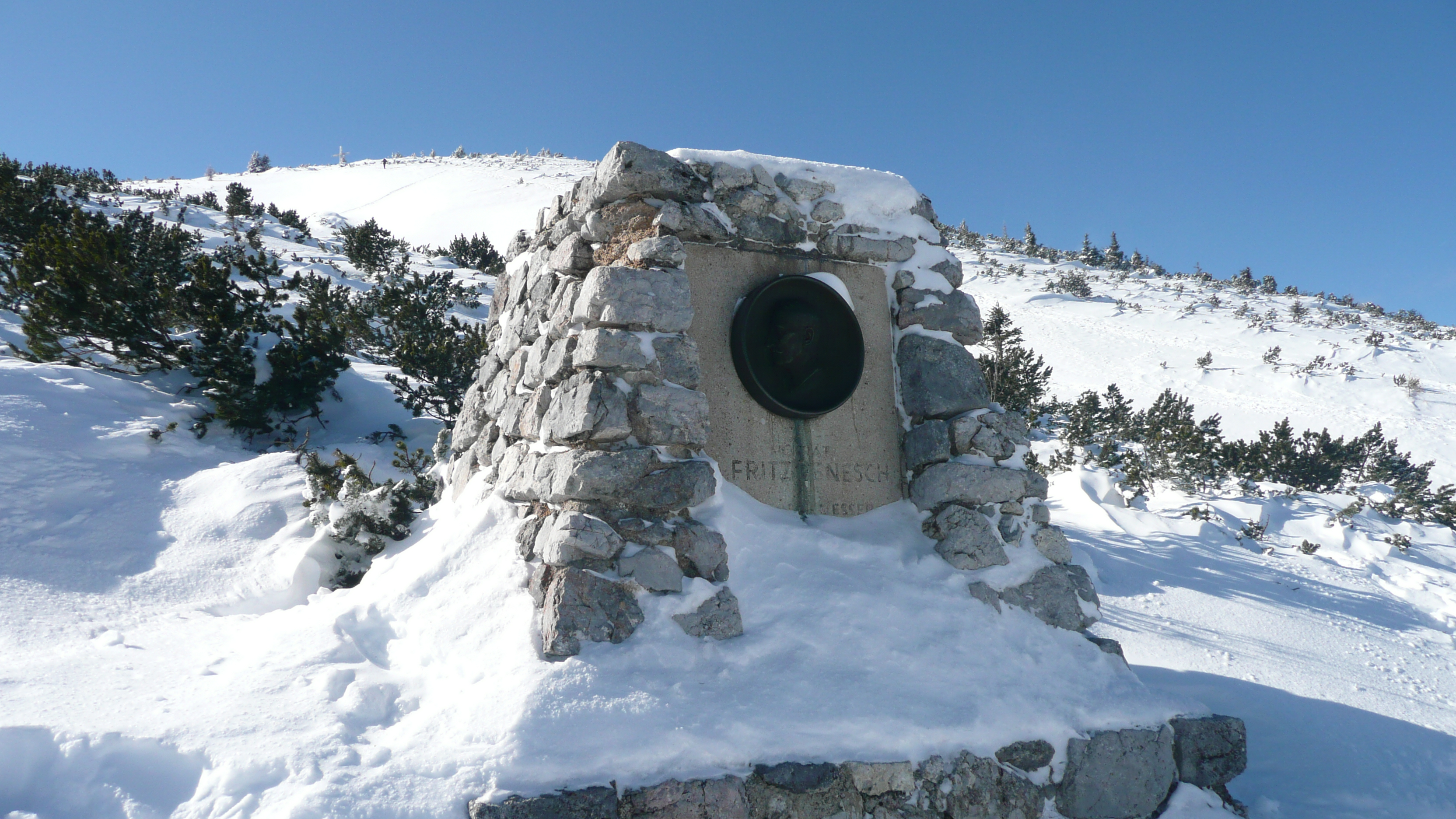
Gedenktafel für Fritz Benesch
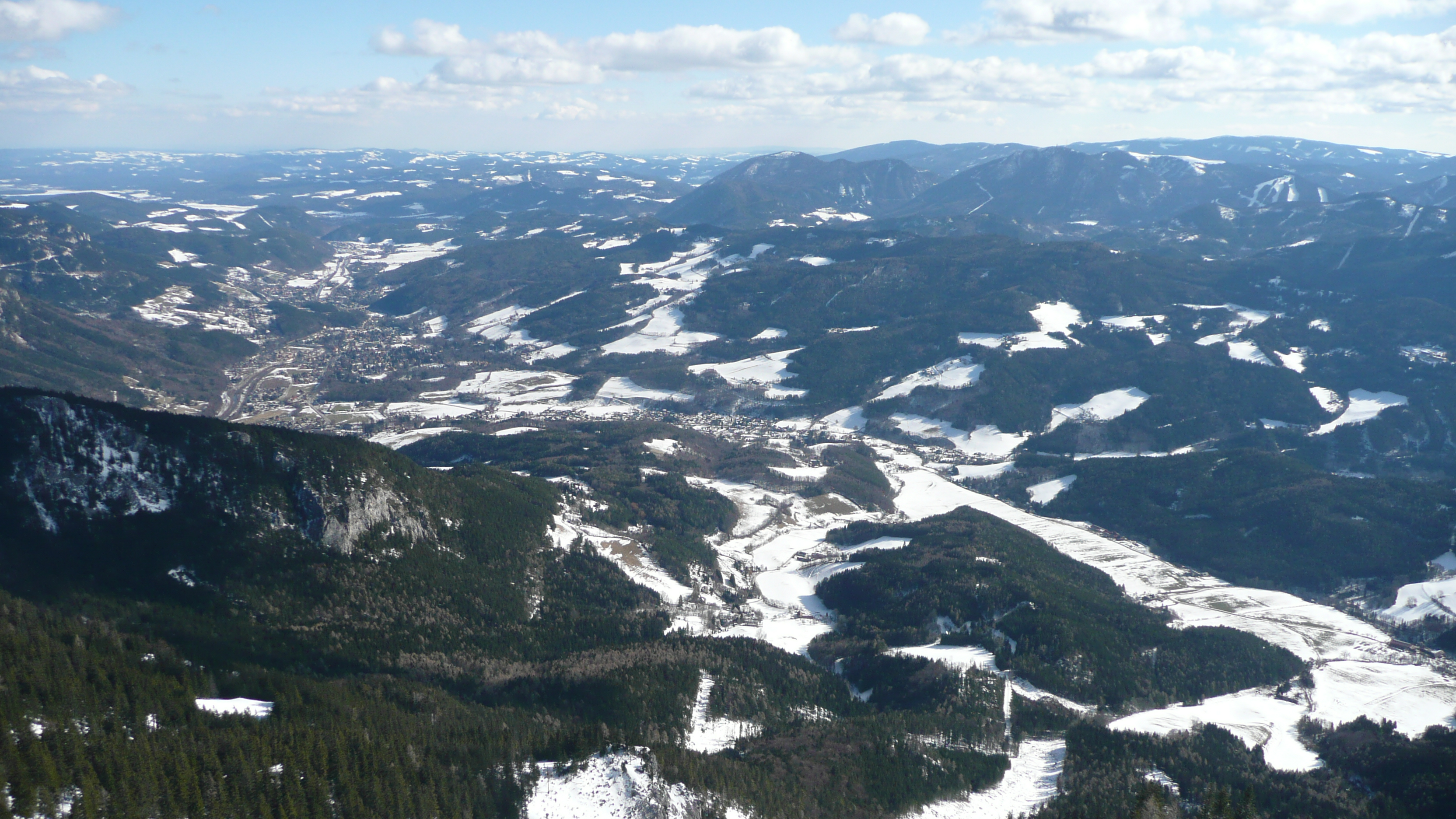
Blick auf Reichenau vom Otto-Haus

## Aufstiege
- Von Großau über Hirschenbrunn, Lammelbrünnl und Törlweg.
- Von Kleinau-Knappenberg über Lammelbrünnl und Törlweg.

## Übergänge zu anderen Hütten
- Karl-Ludwig-Haus
- Neue Seehütte
- Gloggnitzer Hütte
- Habsburghaus